# 普洱道
普洱道（ふじ-どう）は中華民国北京政府により設置された雲南省の道。

## 沿革
1913年（民国2年）2月25日、滇南道として設置、観察使は普洱県に駐在した。下部に普洱、思茅、他郎、威遠、元江、新平、鎮辺、鎮沅、景東の9県を管轄した。
1914年（民国3年）5月23日に蒙自道と改称。観察使は道尹と改められ、道治も思茅県に移転、同時に緬寧県が設置されている。1926年（民国15年）、思茅県で発生した伝染病のため道治は寧洱県（1914年、普洱県より改称）に避難している。1927年（民国16年）に廃止されている。

## 行政区画
廃止直前下部の10県を管轄した。（50音順）
- 威遠県
- 景東県
- 元江県
- 思茅県
- 新平県
- 他郎県
- 鎮沅県
- 鎮辺県
- 寧洱県
- 緬寧県